# Dylan Riley
Pour les articles homonymes, voir Riley.

a Compétitions nationales et continentales officielles uniquement.

b Matchs officiels uniquement.
Dernière mise à jour le 10 août 2024.
Dylan Riley (ディラン・ライリー), né le 2 mai 1997 à Durban (Afrique du Sud), est un joueur de rugby à XV international japonais d'origine australienne, évoluant principalement au poste de centre. Il évolue avec le club des Saitama Wild Knights en League One depuis 2018.

## Biographie
Dylan Riley est né à Durban en Afrique du Sud, et immigre en Australie avec ses parents lorsqu'il est âgé de onze ans. Il est éduqué à la Southport School dans la banlieue de Gold Coast dans le Queensland. Il fait par la suite des études dans le domaine du sport à l'université Bond.

## Carrière

### En club
Dylan Riley commence à jouer au rugby à XV à onze ans lorsqu'il s'installe en Australie. Il joue ensuite pour l'équipe de rugby de son lycée, dont il est le vice-capitaine,. Il pratique également d'autre sports, comme l'athlétisme, la natation ou le cricket. En 2015, il représente la sélection du Queensland lors du championnat national scolaire, côtoyant des joueurs comme Len Ikitau ou Darcy Swain.
À partir de 2015, il joue avec le club amateur de Bond University en Queensland Premier Rugby,. Il joue parallèlement avec l'équipe des moins de 20 ans de la franchise des Queensland Reds en 2017. Toujours avec les Reds, il a l'occasion de participer la présaison 2017 avec l'équipe professionnelle.
À la fin de l'année 2017, il est retenu avec l'équipe de Brisbane City pour disputer le National Rugby Championship. Il joue son premier match professionnel le 17 septembre 2017 contre les Canberra Vikings. Il joue cinq matchs lors de la compétition, partageant son temps de jeu entre les postes de centre et d'ailier, et inscrit un essai,.
Après cette première saison au niveau professionnel, Riley ne reçoit aucune offre de contrat de la part de franchises de Super Rugby, ce qui le pousse à tenter sa chance à l'étranger. Repéré à l'occasion d'un tournoi de rugby à 10 par l'entraîneur Robbie Deans, il rejoint en juin 2018 le club japonais des Panasonic Wild Knights, situé à Ōta, qui évolue en Top League,. 
Il ne joue aucune rencontre lors de sa première saison à cause d'une blessure. Il fait finalement ses débuts avec les Wild Knights lors de la saison 2020 de Top League. Il s'impose au poste de second centre, disputant six matchs comme titulaire, avant que la saison ne soit arrêtée à la suite de la pandémie de Covid-19,. Remarqué par ses qualités athlétiques, mêlant puissance et vitesse, il devient immédiatement un cadre de la ligne de trois-quarts,. À la fin de la saison 2021, il est titulaire  au centre lors de la finale de Top League que remporte son équipe face aux Suntory Sungoliath, inscrivant au passage un essai.
L'année suivante, à l'occasion de la réforme du championnat japonais, son équipe est placée en première division de la nouvelle League One, et se voit renommé Saitama Wild Knights. Riley termine la phase régulière de la saison 2022, comme meilleur marqueur d'essais, avec onze unités,. Son équipe remporte à nouveau le championnat national, après une affiche similaire à l'année précédente. Au terme de cette bonne saison, il est élu au sein du XV de League One de l'année 2022.
La saison suivante, en 2023, il est élu dans l'équipe type de la saison du championnat japonais.

### En équipe nationale
Dylan Riley représente la sélection scolaire australienne (en) en 2015.
En 2017, il est sélectionné avec la équipe d'Australie des moins de 20 ans pour disputer le championnat junior d'Océanie. Il dispute ensuite le championnat du monde junior en Géorgie. Barré à son poste de prédilection de deuxième centre par Izaia Perese, il ne dispute que deux matchs lors de la compétition, et marque un essai. 
En avril 2021, après avoir passé plus de trois ans sur le territoire japonais, il déclare vouloir représenter ce pays au niveau international,. Dans la foulée, il est sélectionné pour la première fois avec l'équipe du Japon par Jamie Joseph, afin de préparer le test-match contre les Lions britanniques et irlandais. Il ne dispute pas cette rencontre, mais obtient sa première sélection quelques mois plus tard face à son pays d'origine le 23 octobre 2021 à Ōita.
Il est appelé dans le groupe japonais pour la préparation de la Coupe du monde 2023. Il est ensuite retenu dans la sélection finale pour le Mondial,. Il est titulaire à l'ouverture lors de trois des quatre matchs que dispute son équipe.

## Statistiques
- 20 sélections avec le Japon depuis 2021.
- 20 points (4 essais).

## Palmarès

### En club
- Vainqueur du Championnat du Japon en 2021 et 2022 avec les Saitama Wild Knights.
- Finaliste du Championnat du Japon en 2023 et 2024 avec les Saitama Wild Knights.

### Distinctions personnelles
- Meilleur marqueur d'essais du Championnat du Japon en 2022 (11 essais).
- Membre de l'équipe type du Championnat du Japon en 2023.